# Cea (León)
Cea ist ein Ort und eine nordspanische Gemeinde (municipio) mit nur noch 378 Einwohnern (Stand: 2024) in der Provinz León in der autonomen Region Kastilien-León. Neben dem Hauptort Cea besteht die Gemeinde aus den Ortschaften Bustillo de Cea, Saelices del Río und San Pedro de Valderaduey.

## Lage und Klima
Der Ort Cea liegt im nördlichen Teil der Iberischen Hochebene (meseta) in einer Höhe von ca. 850 m. Die Provinzhauptstadt León befindet sich ca. 55 km (Fahrtstrecke) westnordwestlich. Das Klima im Winter ist kühl, im Sommer dagegen durchaus warm; die eher geringen Niederschlagsmengen (ca. 658 mm/Jahr) fallen – mit Ausnahme der nahezu regenlosen Sommermonate – verteilt übers ganze Jahr.

## Bevölkerungsentwicklung
| Jahr      | 1970 | 1981  | 1991 | 2001 | 2011 | 2021 |
| Einwohner | 855  | 1.026 | 862  | 693  | 519  | 402  |

Der deutliche Bevölkerungsrückgang seit den 1950er Jahren ist im Wesentlichen auf die Mechanisierung der Landwirtschaft sowie auf die Aufgabe von bäuerlichen Kleinbetrieben und den damit einhergehenden Verlust an Arbeitsplätzen zurückzuführen (Landflucht).

## Sehenswürdigkeiten
- Burganlage
- Kirche Mariä Himmelfahrt
- Martinskirche

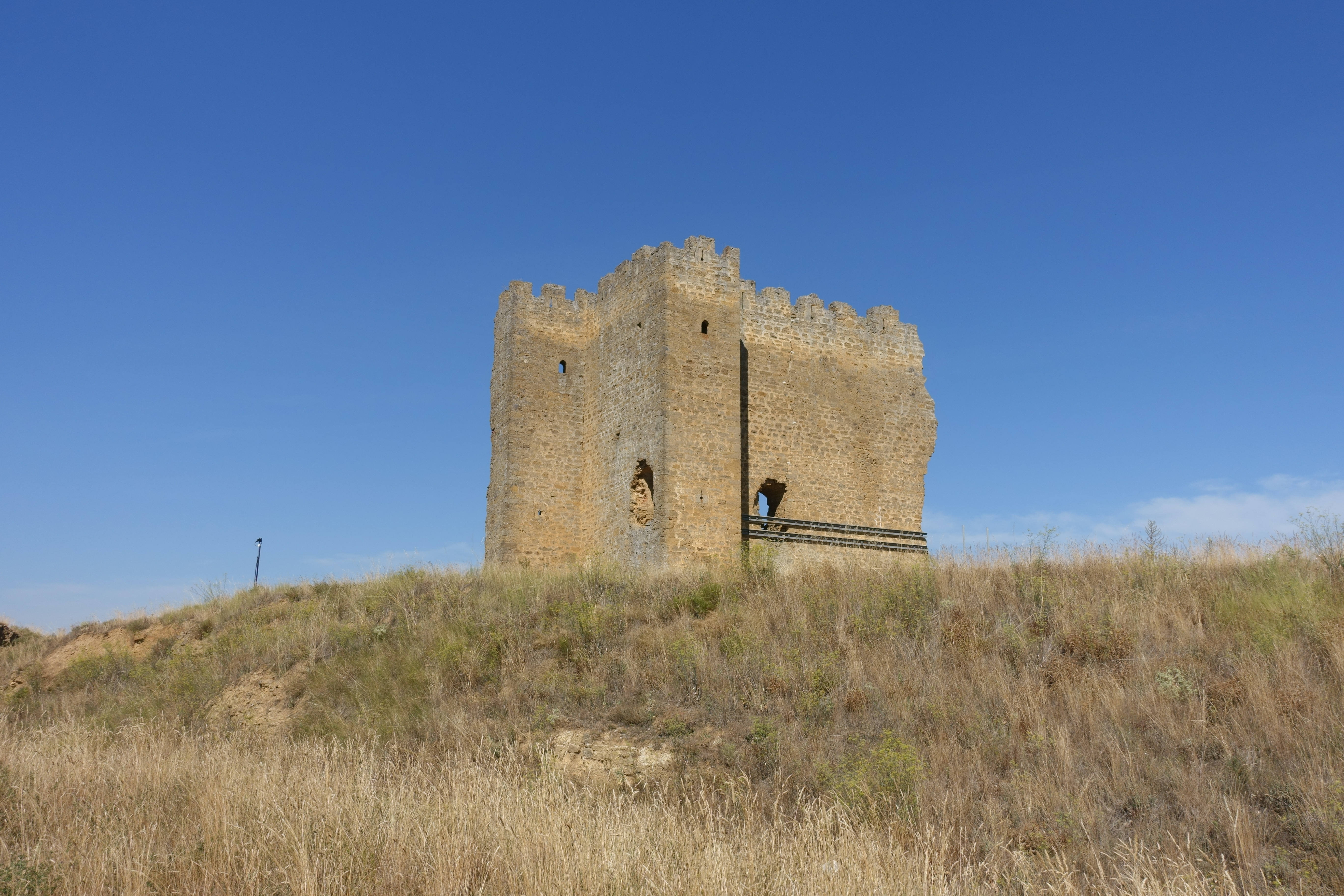
Reste der Burg
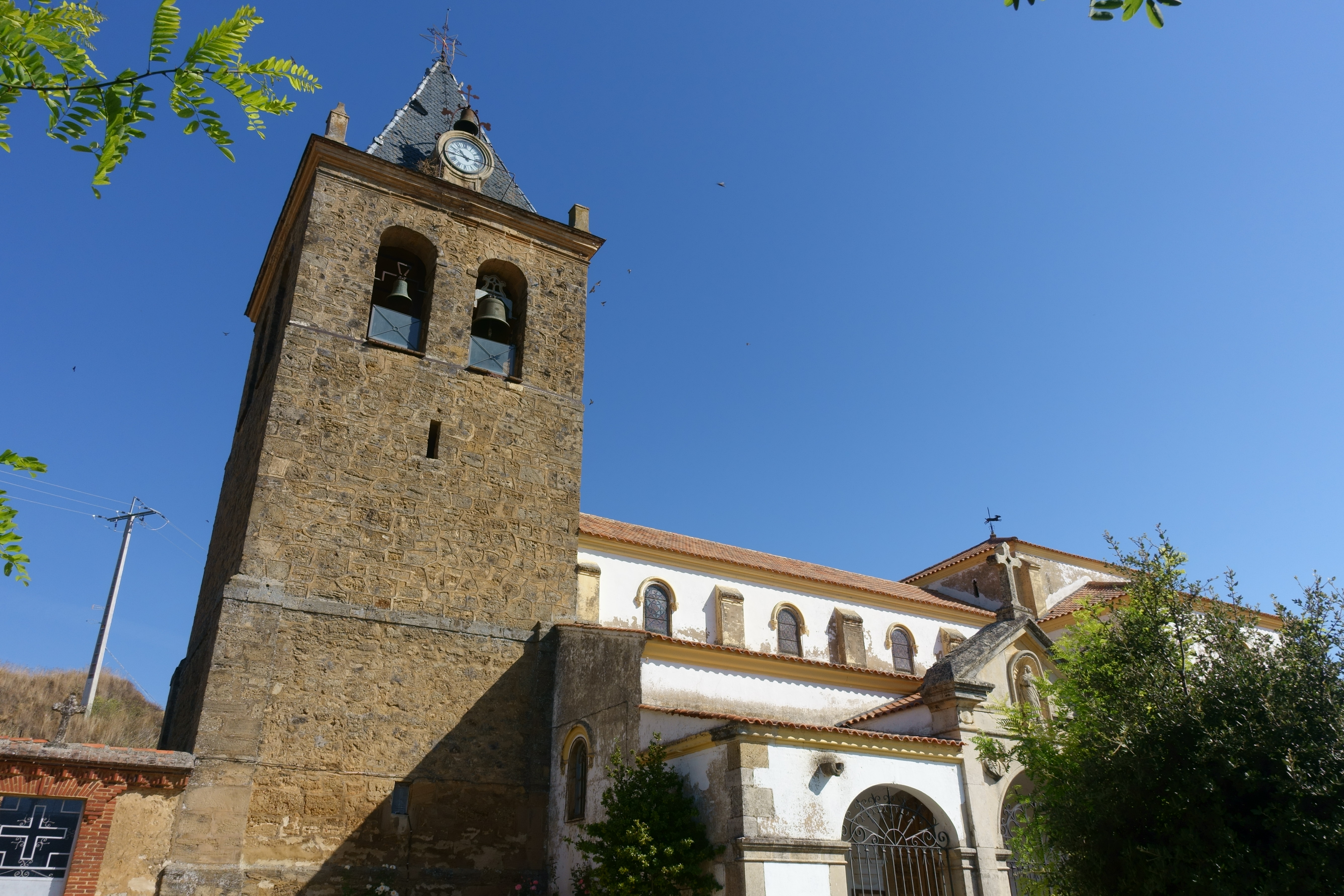
Kirche Mariä Himmelfahrt
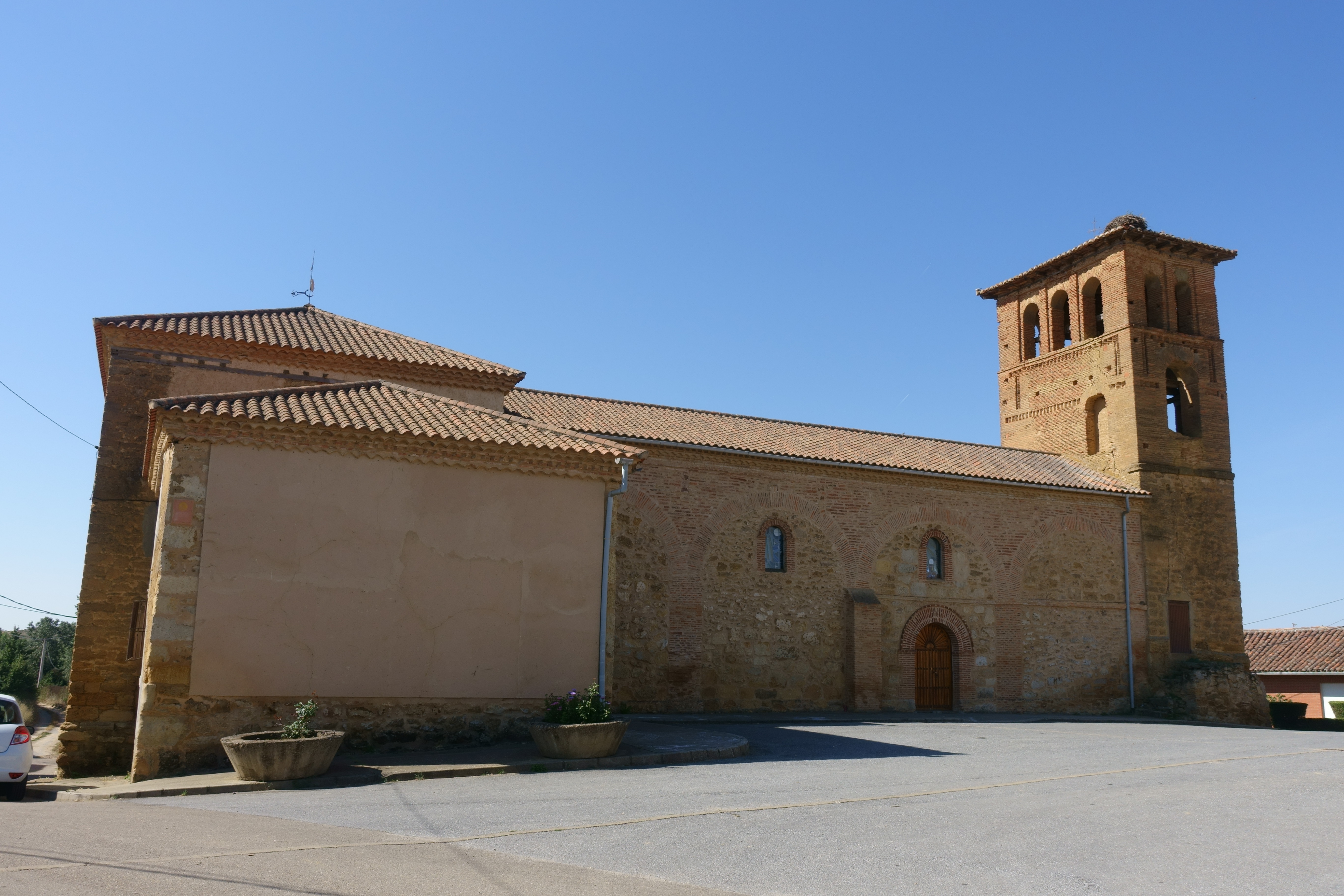
Martinskirche
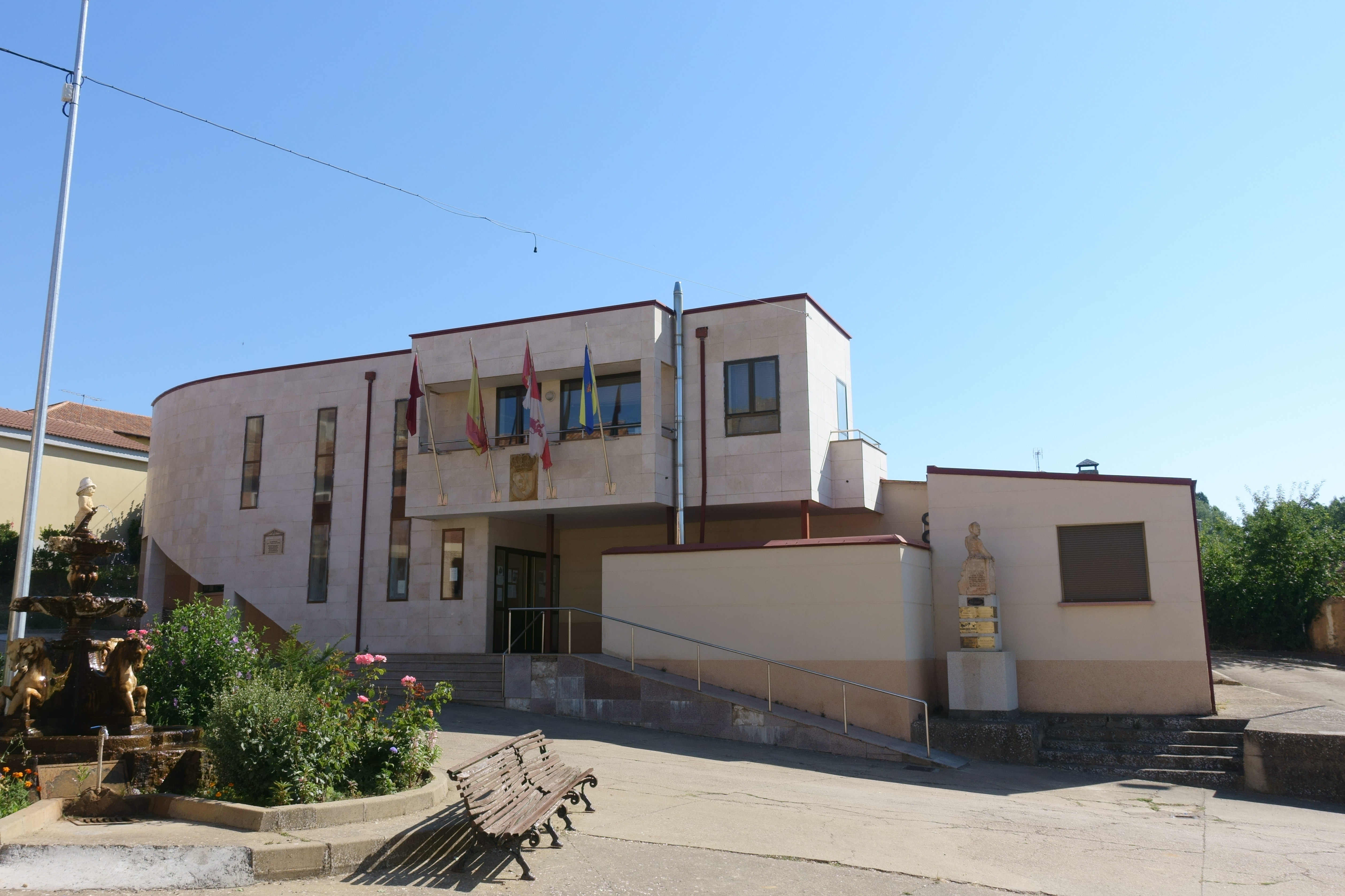
Rathaus